# سیما بیسواس
سیما بیسواس (انگلیسی: Seema Biswas؛ زادهٔ ۱۴ ژانویهٔ ۱۹۶۵) یک هنرپیشه اهل هند است.
از فیلم‌ها یا برنامه‌های تلویزیونی که وی در آن نقش داشته‌است می‌توان به آب اشاره کرد.
وی همچنین برنده جوایزی همچون جوایز جنی و جوایز فیلم‌فیر شده‌است.

## فیلم‌شناسی
فهرست برخی از فیلم‌هایی که سیما بیسواس در آنها به ایفای نقش پرداخته‌است:
- آب
- بچه‌های نیمه‌شب
- سکوت: موزیکال
- بوم
- دوست‌دختر نصفه نیمه
- انتقام‌جو
- کمپانی
- دیوانگی
- روح
- ملکه راهزنان
- قفس
- سلام عزیزم
- زندگی راک
- دوباره
- شجاعت
- فریکی علی
- عجیب غریب
- از زور استفاده کن...هی!
- دیوانه
- شهر طلا